# 管德
管德（1932年6月9日—2018年1月9日），北京人，飞机气动弹性力学专家，中国气动弹性专业的奠基者和带头人，中国工程院院士，中国民用航空总局高级工程师。

## 主要贡献
曾主持建立了中国第一套可用于超声速飞机设计的气动弹性计算和试验方法。

## 生平[2]
- 1952年，于清华大学航空学院毕业。
- 1994年，当选中国工程院院士。